# Elymnias chloera
Elymnias chloera är en fjärilsart som beskrevs av Otto Staudinger 1893. Elymnias chloera ingår i släktet Elymnias och familjen praktfjärilar. Inga underarter finns listade i Catalogue of Life.